# Ardena
Ardena è un film del 1997 diretto da Luca Barbareschi.

## Trama
L'estate del 1969 è un periodo molto speciale per Andrea, un ragazzo di 13 anni che si reca, con la sua famiglia, in un paesino sulle colline che circondano un grande lago del Nord Italia. Lì trova, come ogni anno, i suoi zii, le zie, i cugini, una madre affascinante, un padre sempre in viaggio per lavoro, un nonno che non vuole invecchiare e una nonna che parla agli alberi. Durante quest'estate fa le sue prime scoperte sulla vita e sull'amore e abbandona le illusioni e la magia dell'infanzia.

## Distribuzione
Il film si rivelò un colossale flop al botteghino: a fronte di un finanziamento statale di 1.108.316€, incassò appena 42.000€. Commentando questo dato, Barbereschi affermò: «Il film è andato male, forse quello che ho sottovalutato è stato il marketing; la mia faccia da sola per il cinema non ha più noleggio».